# ژوچ
ژوچ (به صربی: Žuč) یک منطقهٔ مسکونی در صربستان است که در کورشوملیا واقع شده‌است. ژوچ ۱۷۲ نفر جمعیت دارد.